# Klaudije Gotski
Klaudije II. Gotski (lat. Marcus Aurelius Claudius Gothicus), rimski car (Dardania, Gornja Mezija ?, 10. V. 214 – Sirmij, danas Srijemska Mitrovica, rujan 270).
Podrijetlom Ilir. Od 268. do 270. car, nakon što je sudjelovao u ubojstvu svoga predhodnika Galijena. Kao car 268. – 270. pobijedio Alemane u Italiji, a Gote kraj Niša (269), po čemu je i dobio nadimak Gothicus (Gotski).
Umro je od kuge u Sirmiju.

### Ostali projekti
|  | Zajednički poslužitelj ima još gradiva o temi Klaudije Gotski |